# Carex incomitata
Espèce
Classification phylogénétique
Carex incomitata est une espèce des plantes du genre Carex et de la famille des Cyperaceae.